# Kolokani
Kolokani är en kretshuvudort i Mali.   Den ligger i regionen Koulikoro, i den sydvästra delen av landet, 100 km norr om huvudstaden Bamako. Kolokani ligger 406 meter över havet och antalet invånare är 48 774.